# Valerius Anshelm
Valerius Anshelm (* 1475 als Valerius Rüd (auch Ryd) in Rottweil; † 1546/47 vermutlich in Bern) war ein Berner Chronist.

## Leben
Valerius Anshelm wurde vermutlich 1475 in Rottweil geboren. Die Stadt in Schwaben war als zugewandter Ort mit der Schweizerischen Eidgenossenschaft verbündet. Sein Grossvater „Boley der Rüd genannt Anshelm“ kämpfte an der Seite der Eidgenossen in den Burgunderkriegen. Nach Studien in Krakau, Tübingen und Lyon liess er sich in Bern nieder. Dort wurde er 1505 zum Schulmeister der Lateinschule und 1508 zum Stadtarzt ernannt.
Anshelm war einer der ersten und eifrigsten Befürworter der Berner Reformation. Er stand in Briefwechsel mit Zwingli und Vadian und war befreundet mit Berchtold Haller und Niklaus Manuel. Wegen konfessioneller Differenzen zog sich Anshelm mit seiner Familie 1525 vorübergehend nach Rottweil zurück. Bereits 1528 war er wieder in Bern anzutreffen, wo er nach der Einführung der Reformation mit dem Verfassen einer Chronik «vom burgundischen Krieg bis uff diese Stund» beauftragt wurde. Daneben wirkte er weiterhin als Stadtarzt. Das genaue Todesdatum ist nicht bekannt. Er starb zwischen August 1546 und Februar 1547.

## Werk

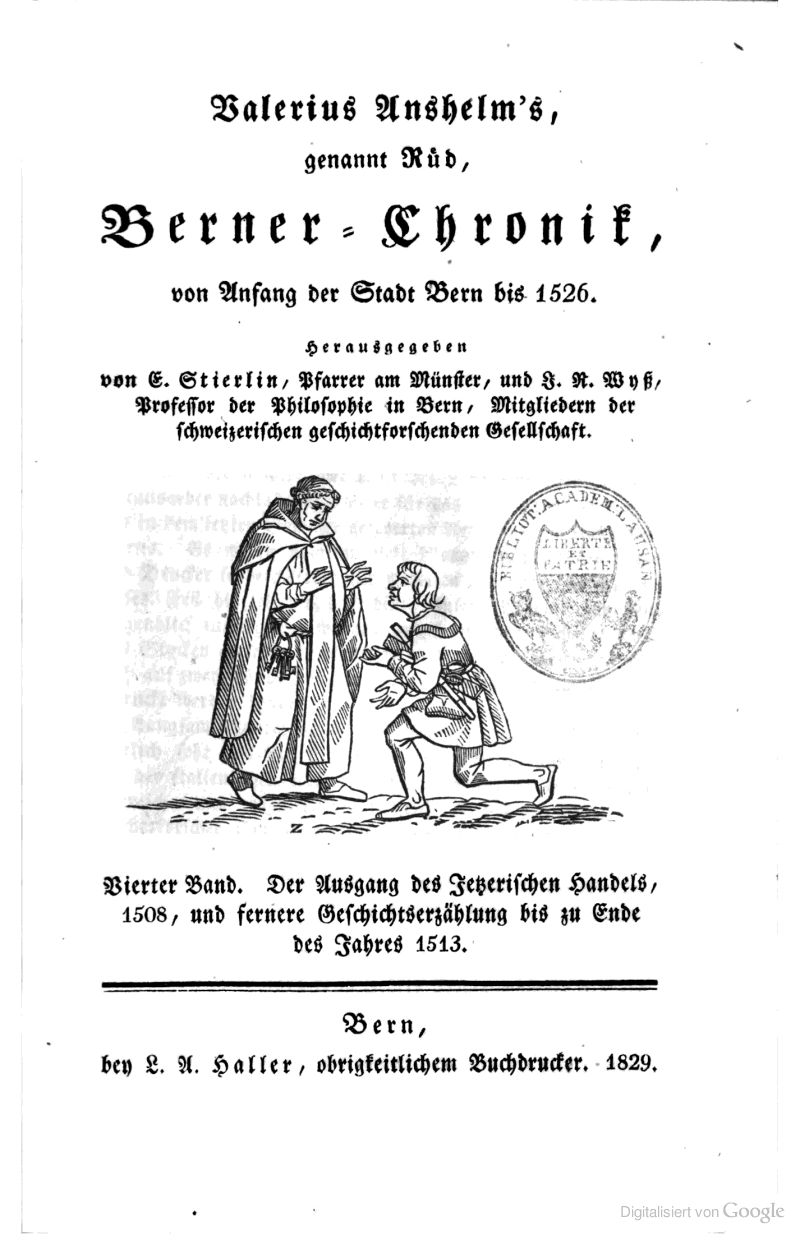
Titelblatt der Berner-Chronik Band 4 der Ausgabe von 1829

Anshelms Anstellung als Berner Chronist basierte auf einem Auftrag aus seinem ersten Aufenthalt in Bern. Die 1510 entstandene lateinische Chronik wurde jedoch erst 1540 gedruckt. Als sein Hauptwerk gilt die Berner Chronik, die als eine Fortsetzung der Chroniken von Konrad Justinger und Diebold Schilling in Auftrag gegeben wurde. Die Geschichte der Stadt Bern beginnt mit einer kurzen Einführung in die frühe Geschichte und befasst sich dann eingehend mit der Zeit der Burgunderkriege bis in die Gegenwart (1536). Von der Zeit nach 1526 sind jedoch nur Fragmente vorhanden.
Anshelm stützt sich in seiner Darstellung auf ältere Chroniken, Augenzeugenberichte und eigene Erfahrungen. Bemerkenswert ist sein Zugriff auf urkundliches Material und amtliche Quellen. Seine reformierte Gesinnung lässt er klar zum Ausdruck kommen und greift vehement die Reisläuferei und das Pensionenwesen an. Die Chronik ist lebendig und anschaulich geschrieben. Bereits Leopold von Ranke rühmt sie als eine der besten Chroniken ihrer Zeit.
Ausgaben:
- Berner Chronik, vom Anfang der Stadt bis 1526, hrsg. von Rudolf Emanuel Stierlin und Johann Rudolf Wyss, 6 Bde., 1825–1833. Bd. 1 Bd. 2 Bd. 3 Bd. 4 Bd. 5 Bd. 6,
- Die Berner Chronik des Valerius Anshelm, hrsg. vom Historischen Verein des Kantons Bern, (Emil Bloesch), 6 Bde., 1884–1901. Digitale Ausgabe 2008